# Suzi Quatro
Susanna Kay Quattrocchi (Detroit, 3 giugno 1950) è una bassista, cantante e attrice statunitense.
Considerata un'importante esponente femminile del glam rock, fenomeno musicale degli anni settanta, è zia dell'attrice Sherilyn Fenn figlia di sua sorella Arlene.

## Biografia
Suzi Quatro nasce da genitori cattolici, Art Quatro (Arturo Quattrocchi)(1914-2008) ed Helén Sanislay (Ilona Szaniszlay, ungherese)(1914-1992); è la penultima fra tre sorelle e un fratello avuti dalla coppia. Il nonno, Michele Quattrocchi (1893-1988), emigrò dalla natìa Sulmona nel 1908: una volta arrivato a Ellis Island, a causa della difficile pronuncia e trascrizione del nome per le persone anglofone, venne registrato come "Mike Quatro".
Già da piccola, assieme ai suoi fratelli, esordì sul palco suonando il bongo nel gruppo jazz del padre, l'"Art Quatro trio" che si esibiva principalmente nei night club dell'epoca.
La sua carriera iniziò all'età di quattordici anni, entrando nel gruppo tutto femminile le Pleasure Seekers fondato dalla sorella Patti (successivamente, ne fece parte anche l'altra sorella Arlene) dove la sorella le chiese di imparare a suonare il basso, il gruppo venne ribattezzato nel 1969 come Cradle: quest'ultimo gruppo vide l'ingresso anche della sorellastra di Suzi, Nancy. 
Nel 1964 suo padre le regalò un basso Fender Precision del 1957, che usa ancora in studio.
Nel 1971 si trasferì nel Regno Unito, chiamata dal produttore Mickie Most.
La sua prima canzone, Rolling Stone, non ha molto successo eccetto in Portogallo dove arriva prima in classifica, ma il suo secondo singolo, Can the Can, raggiunge la prima posizione in tutte le classifiche europee e australiane. Seguono poco dopo altri tre grandi successi: 48 Crash, Daytona Demon e Devil Gate Drive.
Non ottiene gli stessi risultati negli Stati Uniti, nonostante i tour di metà anni settanta siano sostenuti da Alice Cooper. La sua popolarità comincia a declinare nel 1975 in tutti i paesi a eccezione dell'Australia.
Nel 1978 la sua canzone If You Can't Give Me Love raggiunge i primi posti nelle classifiche britanniche e australiane e Stumblin' In, un duetto registrato lo stesso anno con Chris Norman, arriva al quarto posto negli Stati Uniti. Entrambe le canzoni appaiono nell'album If You Knew Suzi.
Nel 1985 Suzi Quatro collabora con Bronski Beat e con i membri del gruppo The Kinks, Eddie & the Hot Rods e Dr. Feelgood per una versione del classico Heroes di David Bowie prodotta da Mark Cunningham e realizzata nel 1986 per il documentario Children in Need della BBC.
Suzi Quatro ha venduto oltre 45 milioni di dischi.
Ha intrapreso una parallela attività di attrice partecipando ad alcune serie televisive: appare in sette episodi del telefilm Happy Days, dove interpreta il personaggio di Leather Tuscadero, e in un episodio de L'ispettore Barnaby (Concerto per un assassino).

### Vita privata
Suzi Quatro è stata sposata con il chitarrista Len Tuckey dal 1976 al 1992; la coppia ha due figli: Laura, nata nel 1982, e Richard Leonard, nato nel 1984.
Si è risposata nel 1993 con Rainer Haas, un organizzatore di concerti tedesco.

## Discografia

### Album in studio
- 1973 - Suzi Quatro (RAK Records, SRAK 505)
- 1974 - Quatro (RAK Records, SRAK 509)
- 1975 - Your Mamma Won't Like Me (RAK Records, SRAK 514)
- 1976 - Aggro-Phobia (RAK Records, SRAK 525)
- 1978 - If You Knew Suzi... (RAK Records, SRAK 532)
- 1979 - Suzi ... and Other Four Letter Words (RAK Records, SRAK 533)
- 1980 - Rock Hard (Dreamland Records, DL-1-5006)
- 1982 - Main Attraction (Polydor Records, 2311 159)
- 1986 - Annie Get Your Gun (First Night Records, CAST 4) a nome Irving Berlin Starring Suzi Quatro
- 1991 - Oh, Suzi Q. (Bellaphon Records, 290-07-163)
- 1998 - Unreleased Emotion (Connoisseur Records, VSOP CD 260)
- 1999 - Free the Butterfly (QEDG Promotions Ltd, QEDCD 127) a nome Suzi Quatro & Shirlie Roden
- 2005 - Back to the Drive (EMI Records, 350 617-2)
- 2011 - In the Spotlight (Cherry Red Records, CDBRED 511)
- 2017 - Quatro Scott Powell (Sony Music Records, 88985384422) a nome QSP
- 2019 - No Control (Steamhammer)
- 2021 - The Devil in Me (Steamhammer)
- 2023 - Face To Face (Sun Label Group) con KT Tunstall

### Album Live
- 1977 - Live and Kickin' (RAK Records, MID 166233) Live, pubblicato in Australia

### Raccolte
- 1975 - The Suzi Quatro Story: Golden Hits (RAK Records, 1C 074-96904)
- 1976 - Bravo Präsentiert (RAK Records, 1C 038-98 461)
- 1980 - Greatest Hit (RAK Records, EMTV 24) pubblicato anche con il titolo 18 Greatest Hits
- 1984 - The Best of Suzi Quatro (RSO Records, 817 890-2)
- 1989 - Rock 'Til Ya Drop (Biff! Records, BIFF 4 CD)
- 1990 - The Wild One: The Greatest Hits (EMI Records, CDP 7 93986 2)
- 1991 - Rock Hard (Polydor Records, 849 581-2)
- 1992 - Twice as Much (EMI Records, CDP 634-0777 7 99482 2) 2 CD
- 1992 - The Most Of (EMI Records, 8298304)
- 1994 - Rock 'N' Rollin' Suzi (EMI Records, 8144382)
- 1995 - What Goes Around: Greatest & Latest (CMC International Records, 5216152)
- 1995 - Original Hits (Disky Records, BA 860112)
- 1996 - The Gold Collection (EMI Gold Records, CD GOLD 1004)
- 1996 - 20 Classic Tracks (Boots Chemist Records, CDBTS ?)
- 1996 - The Wild One: Classic Quatro (Razor & Tie Records, RE 2102-2)
- 1996 - The Very Best Of (Go On Deluxe Records, 1018-2)
- 1998 - Daytona Demon (Wise Buy Records, WB 885862)
- 1998 - The Essential Suzi Quatro (EMI Records, 7243 8 33346 2 9) 2 CD
- 1999 - Greatest Hits (EMI Gold Records, 499 5062)
- 1999 - The Very Best of Suzi Quatro (EMI Records, 7243 5 21725 2 8)
- 2000 - Best of the 70's (Disky Records, SI 990302)
- 2001 - Rough & Tough (EMI Plus Records, 724357624329)
- 2003 - Media Markt Collection (Media Markt Collection Records, 5807062)
- 2004 - A's, B's & Rarities (EMI Gold Records, 7243 8 75953 2 3)
- 2005 - The Ultra Selection (Disky Records, SI 902756)
- 2005 - Mixed (CMC Records, 24223-X)
- 2012 - All the Best (EMI Records, 5099962357623) CD 2
- 2014 - The Girl from Detroit City (Cherry Red Records, GLAMBOX 150) 4 CD
- 2015 - The Very Best Of (Metro select Records, METRSL 106W) 2 CD
- 2017 - Legend: The Best Of (Chrysalis Records, CRC 1050)

### Singoli
- 1972 - Rolling Stone/Brain Confusion (For All the Lonely People) (RAK Records, RAK 134)
- 1973 - Primitive Love/Shakin' All Over (RAK Records, PSR 355)
- 1973 - Can the Can/Ain't Ya Somethin' Honey (RAK Records, RAK 150) UK #1
- 1973 - 48 Crash/Little Bitch Blue (RAK Records, RAK 158) UK #3
- 1973 - Daytona Demon/Roman Fingers (RAK Records, RAK 161) UK #14
- 1974 - Devil Gate Drive/In the Morning (RAK Records, RAK 167) UK #1
- 1974 - Too Big/I Wanna Be Free (RAK Records, RAK 175) UK #14
- 1974 - The Wild One/Shake My Sugar (RAK Records, RAK 185) UK #7
- 1975 - Your Mama Won't Like Me/Peter, Peter (RAK Records, RAK 191) UK #31
- 1975 - I Bit Off More Than I Could Chew/Red Hot Rosie (RAK Records, RAK 200)
- 1975 - I May Be Too Young/Don't Mess Around (RAK Records, RAK 215)
- 1977 - Tear Me Apart/Close Enough to Rock 'n' Roll (RAK Records, RAK 248) UK #27
- 1977 - Roxy Roller/It'll Grow On You (RAK Records, RAK 256)
- 1978 - If You Can't Give Me Love/Cream Dream (RAK Records, RAK 271) UK #4
- 1978 - The Race Is On/Non Citizen (RAK Records, RAK 278)
- 1978 - Stumblin' In/A Stranger to Paradise (RAK Records, RAK 285)
- 1979 - She's in Love with You/Space Cadets (RAK Records, RAK 299)
- 1980 - Mama's Boy/Mind Demons (RAK Records, RAK 303) UK #34
- 1980 - I've Never Been in Love/Starlight Lady (RAK Records, RAK 307)
- 1980 - Rock Hard/State of Mind (Dreamland Records, DLSP 6)
- 1981 - Gald All Over/Ego in the Night (Dreamland Records, DLSP 8)
- 1981 - Lipstick/Woman Cry (Dreamland Records, DLSP 10)
- 1982 - Heart of Stone/Remote Control (Polydor Records, POSP 477)
- 1983 - Main Attraction/Transparent (Polydor Records, POSP 555)
- 1984 - Can the Can/Devil Gate Drive (EMI Golden 45's, G45 35)
- 1984 - I Go Wild/I'm a Rocker (RAK Records, RAK 372)
- 1985 - Tonight I Could Fall in Love/Good Girl (Looking for a Bad Time) (RAK Records, RAK 384)
- 1986 - I Got Lost in His Arms/You Can't Get a Man with a Gun (First Night Records, SCORE 3)
- 1986 - Wild Thing/I Don't Want You (PRT Records, 7P 367)
- 1989 - Baby You're a Star/Baby You're a Star (Instrumental) (Teldec Records, YZ 406)
- 1991 - Kiss Me Goodbye/Kiss Me Goodbye (Instrumental) (Bellaphon Records, 100-07-570)
- 1991 - Love Touch/We Found Love (Bellaphon Records, 100-07-605)
- 1992 - Hey Charly/For a Moment in Time (Dino Music Records, 9070 522) a nome The Bolland Project Feat. Suzi Quatro
- 1992 - I Need Your Love/The Growing Years (Polydor Records, 863 548-7) a nome Chris Norman & Suzi Quatro
- 1992 - I Need Your Love/The Growing Years (Polydor Records, 863 548-7)

## Filmografia

### Televisione
- Disco (11 episodi 1973-1980)
- Happy Days (7 episodi, 1977-1979)
- Rod and Emu's Saturday Special (1 episodio, 1983)
- Countdown (6 episodi, 1997)
- L'ispettore Barnaby (Midsomer Murders) - serie TV, episodio 10x04 (2007)